# Hinterhubera
Hinterhubera là một chi thực vật có hoa trong họ Cúc (Asteraceae).

## Loài
Chi Hinterhubera gồm các loài: